# Uldin
Uldin (Uldis, Uldyn, Uldys, Huldin) – wódz Hunów (? - ok. 410), pierwszy Hun znany z imienia.
W 400 roku Uldin był wodzem Hunów w Alföld i Muntenii. Gdy zbuntowany magister militum praesentalis Gainas, na czele armii Gotów zbiegł za Dunaj, Uldin w krótkiej, ale krwawej, kampanii pokonał go. Gainas poległ, a jego głowę Uldin odesłał do Konstantynopola. W 401 r. Uldin zawarł przymierze z cesarstwem wschodniorzymskim. Zimą 405/406 Hunowie pod jego wodzą najechali Bałkany. 
W 406 r. Uldin zawarł przymierze z zachodniorzymskim wodzem Stylichonem, który od końca poprzedniego roku mierzył się z inwazją przeważających sił gockich. Uldin pomógł Rzymianom pokonać pod Faesulae w Italii wojska Radagajsa, który został pojmany i stracony. 
W 408 r. Hunowie najechali Trację. Uldin zdobył twierdzę Castra Martis i kontynuował najazdy na Trację. W trakcie negocjacji pokojowych Rzymianom udało się przeciągnąć na swoją stronę wiele z dowodzonych przez niego oddziałów. Sam Uldin z trudnością zdołał uciec na północny brzeg Dunaju. Po poniesionej w 408 r. porażce nie ma o nim dalszych informacji – prawdopodobnie przestał być wodzem Hunów. 